# Samiopoúla
Samiopoúla, en grec moderne : Σαμιοπούλα, est une île au large de l'île de Sámos, en mer Égée en Grèce. Administrativement, elle fait partie du dème de Sámos-Est.
Selon le recensement de 2011, la population de l'île compte quatre habitants.